# Franz P. Wiedemann

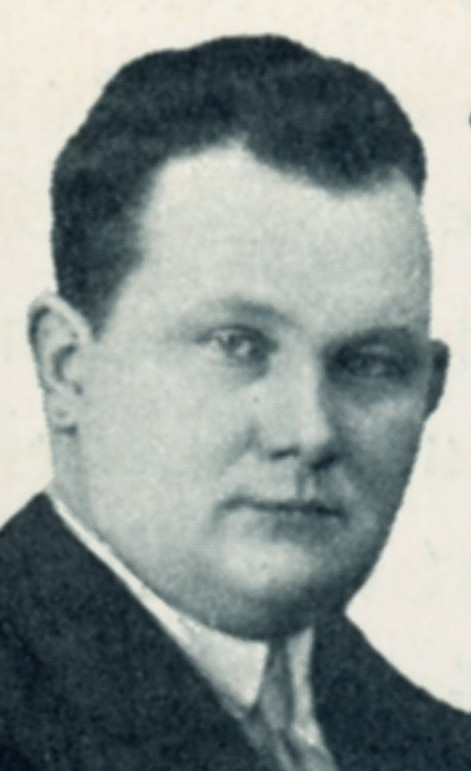
Franz Paul Wiedemann, um 1924

Franz Paul Wiedemann (* 10. Januar 1886 in Berlin-Charlottenburg; † 9. Dezember 1936 in Berlin-Tempelhof) war ein deutscher Autor. 

## Leben
Wiedemann war von Beruf Turnlehrer, er war auch selbst als Turner aktiv. Im Ersten Weltkrieg wurde er schwer verwundet. Nach 1918 baute er den Pressedienst der Deutschen Turnerschaft auf. Wiedemann war als Pressewart der Deutschen Turnerschaft tätig und gab verschiedene Zeitschriften heraus. Er war unter anderem Schriftleiter der Märkischen Turn- und Sportzeitung. Er verfasste zahlreiche Beiträge zum Turnen und zur Turngeschichte sowie zum Streit zwischen Turnen und Sport.

## Veröffentlichungen (Auswahl)
- Die Grenzen des Frauensports. In: Körper und Geist, 1918, Nr. 9/10, S. 71–72.
- Körperkultur der Frau. In: Sportzeitung des Stuttgarter Neuen Tagblatts, Nr. 25, 20. September 1920, S. 5.
- Schicksalswende ein sehr notwendiger Beitrag zur Frage „Turnen und Sport“ vom Standpunkte der Volkserziehung. Dt. Sport- u. Turnverl., Bräutigam, Berlin 1921, OCLC 1068780374
- Das Turnpressewesen: eine Anleitung und Einführung in alle Turnpressefragen. Verlag der Deutschen Turnpresse, Berlin 1924, OCLC 918332162.
- Jahrbuch der Turnkunst: Jahrbuch der Deutschen Turnerschaft. Begründet und bis zum 22. Jg. 1928. Wilhelm Limpert, Dresden 1929, OCLC 162410210.
- Denkschrift – Stellungnahme zur Neugestaltung des Zeitungs- und Pressewesens der Deutschen Turnerschaft, Dresden 1930.
- Führer in der Zeit der Turnsperre. Massmann, v. Klumpp, Lorinser, Strass, Diesterweg, C.F. Koch, Kirchner, Nachtegall, Ling, Eiselen. Limpert, Dresden 1934, OCLC 258170499.